# Café con aroma de mujer (telenovela de 1994)
Café con aroma de mujer es una telenovela colombiana creada por Fernando Gaitán y producida por RCN Televisión para el desaparecido Canal A, en 1994. Se estrenó el 30 de noviembre de 1994 en sustitución de La potra Zaina, y finalizó el 24 de julio de 1995 siendo reemplazado por Eternamente Manuela.
Protagonizada por Margarita Rosa de Francisco y Guy Ecker, con las participaciones antagónicas de Alejandra Borrero, Silvia de Dios, Cristóbal Errázuriz y Myriam de Lourdes. 
Emitida y adaptada en varios países, se le considera como una de las telenovelas más populares en la televisión colombiana. Fue galardonada en 1995 con el premio TVyNovelas a la Mejor Telenovela.

## Argumento
Teresa Suárez (Margarita Rosa de Francisco), apodada “Gaviota”, y su madre Carmenza Suárez (Constanza Duque), son dos recolectoras de café que durante todo el año viajan a diferentes zonas cafeteras de Colombia buscando trabajo donde hay cosecha. Cada octubre, cuando el eje cafetero inicia su apogeo, ellas se desplazan a la hacienda Casablanca en Filandia, donde tienen empleo asegurado por su propietario, Octavio Vallejo. Al iniciar una de las cosechas, Vallejo muere y toda su familia, que se encuentra dispersa por el mundo, regresa a Casablanca para el funeral. Al regresar a la hacienda, luego de muchos años de ausencia, su nieto Sebastián Vallejo (Guy Ecker) conoce a Gaviota y con ella vence el miedo que le tiene a las mujeres. 
Luego de un par de encuentros se enamoran perdidamente, siendo para cada uno de ellos la primera experiencia concreta de amor. Ambos se aman a escondidas de la aristocrática familia, pero él debe regresar a Londres a terminar sus estudios. Los dos pactan encontrarse a la vuelta de un año, en la misma fecha, para casarse. Poco tiempo después de la partida de Sebastián, Gaviota descubre que está embarazada. Al no contar con los medios para comunicarse con él y sin tener nadie más a quién recurrir, decide viajar ella misma a Europa para buscarlo, siendo engañada por una red de tráfico de personas, que se aprovechan de su ingenuidad esperando en realidad explotarla como prostituta en París.
Sebastián regresa al cabo de un año para cumplir su compromiso y en el pueblo averigua que Gaviota se fue a Europa como prostituta. Desanimado, y siendo influenciado por su codicioso primo Iván Vallejo (Cristóbal Errázuriz), contrae matrimonio con su amiga Lucía Sandoval (Alejandra Borrero) quien acepta compartir su vida con Sebastián, sin sexo, a cambio de estar a su lado.
Gaviota, que en el exterior se hace llamar Carolina Olivares, finalmente regresa a Colombia y llega a Casablanca el mismo día del matrimonio entre Sebastián y Lucía. Decepcionada al descubrir lo ocurrido, Gaviota decide buscar a su madre y huir para siempre de Casablanca para buscar un mejor futuro en Bogotá donde luego de muchas dificultades regresa al mundo del café, esta vez en Cafexport, la compañía exportadora de la familia Vallejo, usando su identidad de Carolina Olivares. Sebastián por su parte, arrepentido por su matrimonio apresurado y carente de amor, decide en secreto utilizar todos sus medios para buscarla. Su búsqueda le trae un conflicto con Lucía, quien se entera de todo y hace todo lo posible por conservar su matrimonio, mientras Iván y su esposa Lucrecia (Silvia de Dios) secretamente planean separarlo a toda costa de Gaviota para lograr quedarse con toda la herencia de Octavio Vallejo.

## Impacto
Esta producción marcó gran diferencia en las telenovelas de Latinoamérica y en la forma en que éstas eran creadas, pues involucraba dos ambientes que hasta el momento no se habían unido de tal forma. Tanto áreas rurales como modernas de Colombia jugaron un papel importante en el desarrollo de la producción, llevándose a cabo en el corazón de las plantaciones cafeteras, ofreciendo una vista panorámica y auténtica de la cultura de los recolectores de café, así como en la ciudad capital mostrando el negocio del café en una importante compañía exportadora así como el trabajo de la Federación Nacional de Cafeteros.
En un corto tiempo, Café, con aroma de mujer se volvió popular entre las audiencias de todas las edades y géneros, al punto de que se cuentan popularmente anécdotas acerca de como todo el país "se paralizaba" cuando el show entraba al aire; incluso, los episodios se llegaron a transmitir en algunas emisoras de radio de la cadena RCN para aquellas personas que no tuvieran acceso a una televisión en el momento de la transmisión. La audiencia fue de 65.1 en hogares, 29.5 en personas y 69.9% en Share convirtiéndose en la telenovela más vista en la historia de la televisión colombiana hasta el año de 1999 con la llegada de Yo soy Betty, la fea, también de RCN. Margarita Rosa de Francisco, ya popular por sus papeles en Gallito Ramírez en 1986 y en Los pecados de Inés de Hinojosa en 1988, y por haber sido virreina nacional de la belleza de Colombia (segundo lugar, con derecho ese entonces a participar en Miss World 1985), le dio vida a "Gaviota", uno de los personajes más aclamados en la televisión colombiana y el trabajo más importante de la actriz.
Para la época de transmisiones de Café, el sistema de medición de Índice de audiencia era diferente al de nuestros días, por ende, no hay precisión ni certeza de a cuantas personas llegó esta novela, pero se sabe por las indicaciones del Índice de audiencia de la época (29,5 personas, 65,1 hogares y 69.9% share) que fue la telenovela más exitosa de toda la historia de la televisión pública, e incluso de parte de la televisión privada (hasta el 1999) con la llegada de "Betty la Fea". De igual manera, Café es el gran fenómeno de la historia del índice de audiencia en Colombia, leyendas urbanas dicen que durante su transmisión Colombia se paralizaba, en su capítulo final (aproximadamente 73,2 en índice de audiencia hogares) las sesiones del congreso de la república se detuvieron; otros dicen que Café llegó a tener más de 10 millones de espectadores promedio. Sin cifras claras de índice de audiencia no se puede hablar, por lo tanto todo esto queda en leyendas. Se sabe que fue superada por "Betty la Fea", también escrita por Fernando Gaitán, porque ésta supera en número de espectadores y porque el sistema de medición es más preciso.

## Reparto
- Margarita Rosa de Francisco - Teresa "Gaviota" Suárez / Carolina Olivares
- Guy Ecker - Sebastián Vallejo Cortez
- Alejandra Borrero - Lucía Sandoval de Vallejo
- Cristóbal Errázuriz - Iván Vallejo Sáenz
- Silvia de Dios - Lucrecia Rivas de Vallejo
- Constanza Duque - Carmenza Suárez / Carmenza Olivares
- Hugo Pérez - Octavio Vallejo
- Dora Cadavid - Cecilia viuda de Vallejo
- Danna García - Marcela Vallejo Cortez
- Lina María Navia - Paula Vallejo Cortez
- Gerardo de Francisco - Francisco Vallejo
- Myriam de Lourdes -  Ángela Sáenz de Vallejo
- Guillermo Vives - Bernardo Vallejo Sáenz
- Salvo Basile - Gian Carlo
- Andrej Satora - Arthur
- Diego Vélez - Don Manuel Arango
- Silvio Ángel - Buitrago
- Juan Carlos Arango - Aurelio
- Alberto León Jaramillo - Juancho
- Santiago Bejarano - Miguel Alfonso Tejeiros
- Óscar Borda - Harold McLain
- Alejandro Buenaventura - Roberto Avellaneda
- Manuel Busquets - Jorge Latorre
- Gustavo Corredor - Rafael Vallejo
- Juan Ángel - Mauricio Salinas
- Luz Dary Beltrán - Úrsula
- Kenny Delgado - Víctor Ángel
- Tania Falquez - Martha Benavides
- Harry Geithner - Dr. Carmona
- Claudia Liliana González - Daniela Reyes
- Jacqueline Henríquez - Graciela
- Luis Fernando Orozco - Julián Méndez
- Haydée Ramírez - Marcia Fontalvo
- Iván Rodríguez - Reinaldo Pérez Arboleda
- Rey Vásquez - El Galtero
- Sandra Mónica Cubillos - Margarita
- Alberto Pujol- Mohamed Khail
- Alfonso Quiroz - Manuel Quiroz
- Fernando Gaitán -  Abogado de Lucía
- Bibiana Navas - Matilde

## Banda sonora
La musicalización de la telenovela fue realizada por Josefina Severino; adicionalmente, el personaje de «Gaviota» canta en la telenovela, canciones compuestas por Severino y Carmenza Gómez, por las que recibieron premios otorgados por la ACCA (Asociación de Críticos y Comentaristas) de Miami en su XX edición y por la revista Tv y Novelas.
La mayoría de las canciones fueron interpretadas por Margarita Rosa de Francisco, a excepción de «Sangra un Corazón» donde canta el colombiano Luis Andrés Penagos. Los géneros de las canciones son principalmente ranchera (mariachi), carrilera, bolero, vals y tango.
En su emisión original el tema principal de la telenovela es «Gaviota» pero en su emisión en Argentina se usó «Sin ti» de Donato y Estefano.
| N.º | Título                                                             | Duración |  |
| 1.  | «Gaviota»                                                          |          |  |
| 2.  | «Aroma De Mujer»                                                   |          |  |
| 3.  | «Entre Dos Fuegos»                                                 |          |  |
| 4.  | «Volverán Las Obscuras Golondrinas»                                |          |  |
| 5.  | «Mal Amor»                                                         |          |  |
| 6.  | «Sangra Un Corazón» (Canción interpretada por Luis Andrés Penagos) |          |  |
| 7.  | «A Mi Pesar»                                                       |          |  |
| 8.  | «As De Corazones»                                                  |          |  |
| 9.  | «Como Si Nada»                                                     |          |  |
| 10. | «Como Un Cristal»                                                  |          |  |
| 11. | «Vuelve»                                                           |          |  |
| 12. | «Café, Café»                                                       |          |  |
| 13. | «Ni Soy Río, Ni Soy Flor»                                          |          |  |
| 14. | «Chapolera»                                                        |          |  |
| 15. | «Inquietud»                                                        |          |  |

La banda sonora fue muy exitosa; se produjeron dos álbumes con las canciones de la telenovela y rompieron récords en ventas para este género interpretado por una mujer, el primero habiendo vendido más de 100.000 copias; adicionalmente, Margarita Rosa de Francisco presentó conciertos con el repertorio de canciones en toda Colombia.

## Premios y nominaciones

### Premios TVyNovelas
| Año  | Categoría                              | Nominado                    | Resultado |
| ---- | -------------------------------------- | --------------------------- | --------- |
| 1995 | Mejor telenovela                       | Mejor telenovela            | Ganadora  |
| 1995 | Mejor actriz protagónica de telenovela | Margarita Rosa de Francisco | Ganadora  |
| 1995 | Mejor actor protagónico de telenovela  | Guy Ecker                   | Ganador   |
| 1995 | Mejor actor de reparto de telenovela   | Cristóbal Errázuriz         | Ganador   |
| 1995 | Mejor actriz de reparto de telenovela  | Danna García                | Nominada  |
| 1995 | Mejor actriz de reparto de telenovela  | Alejandra Borrero           | Nominada  |
| 1995 | Mejor actriz de reparto de telenovela  | Constanza Duque             | Nominada  |
| 1995 | Mejor actriz revelación del año        | Claudia Liliana González    | Ganadora  |
| 1995 | Mejor libretista de telenovela         | Fernando Gaitan             | Nominado  |
| 1995 | Mejor director de telenovela           | Pepe Sánchez                | Ganador   |

### Premios India Catalina
| Año  | Categoría                              | Nominado                    | Resultado |
| ---- | -------------------------------------- | --------------------------- | --------- |
| 1995 | Mejor telenovela                       | Mejor telenovela            | Ganadora  |
| 1995 | Mejor actriz protagónica de telenovela | Margarita Rosa de Francisco | Ganadora  |
| 1995 | Mejor actriz de reparto de telenovela  | Constanza Duque             | Ganadora  |
| 1995 | Mejor actor de reparto de telenovela   | Juan Ángel                  | Ganador   |
| 1995 | Mejor libretista de telenovela         | Fernando Gaitan             | Ganador   |
| 1995 | Mejor director de telenovela           | Pepe Sánchez                | Ganador   |

### Premios Simón Bolívar
| Año  | Categoría                              | Nominado                    | Resultado |
| ---- | -------------------------------------- | --------------------------- | --------- |
| 1995 | Mejor telenovela                       | Mejor telenovela            | Ganadora  |
| 1995 | Mejor actriz protagónica de telenovela | Margarita Rosa de Francisco | Ganadora  |
| 1995 | Mejor actriz de reparto de telenovela  | Constanza Duque             | Ganadora  |
| 1995 | Mejor actriz de reparto de telenovela  | Alejandra Borrero           | Nominada  |
| 1995 | Mejor actor de reparto de telenovela   | Santiago Bejarano           | Nominado  |
| 1995 | Mejor libretista de telenovela         | Fernando Gaitan             | Ganador   |
| 1995 | Mejor director de telenovela           | Pepe Sánchez                | Ganador   |

### ACCA de Miami (Asociación de Críticos y Comentaristas)[4]
| Año  | Categoría                              | Nominado                    | Resultado |
| ---- | -------------------------------------- | --------------------------- | --------- |
| 1996 | Mejor actriz protagónica de telenovela | Margarita Rosa de Francisco | Ganadora  |
| 1996 | Mejor actor protagónico de telenovela  | Guy Ecker                   | Ganador   |
| 1996 | Mejor actriz de reparto de telenovela  | Constanza Duque             | Ganadora  |
| 1996 | Mejor villano de telenovela            | Cristóbal Errázuriz         | Ganador   |
| 1996 | Mejor guion original                   | Fernando Gaitán             | Ganador   |
| 1996 | Mejor composición de telenovela        | Josefina Severino           | Ganadora  |

### Otros premios
- ACE (Asociación de Cronistas de Espectáculos) a la figura masculina del año: Guy Ecker[9]

- Calendario Azteca a mejor actriz internacional: Margarita Rosa de Francisco